# 小坂哲瑯
小坂 哲瑯（こさか てつろう、1932年3月2日 - 2018年5月23日）は、日本の実業家。日比谷松本楼元代表取締役会長・社長、関東外食産業協議会初代会長、日本フードサービス協会元東京支部長。
本名、小坂 明（こさか あきら）。

## 人物・経歴
日比谷松本楼創業者、小坂梅吉の孫。小坂光雄の息子として日比谷松本楼の家に生まれる。日比谷公園生まれの日比谷公園育ち。銀在の泰明小学校に通う。
埼玉県立熊谷高等学校をへて、1954年、立教大学経済学部経営学科（現・経営学部）卒業。
家業である日比谷松本楼に入社。日比谷松本楼代表取締役社長（3代目）、会長を歴任した。
経営者として、松本楼の歴史を信用を第一に考え、流行は追わず「とにかく良質なものをサービスで満足してもらう」ことを日々繰り返し、歴史を延長していくことを使命として事業運営を進めた。
1994年には、関東外食産業協議会の初代会長に就任し、日本フードサービス協会東京支部長を兼務した。
妻・主和子（すわこ）は、辛亥革命を主導した孫文を物心両面で支えた日活の創始者でもあった梅屋庄吉の孫。娘（二女）の小坂文乃は現・日比谷松本楼社長を務める。